# Disturbios del pan (Túnez)

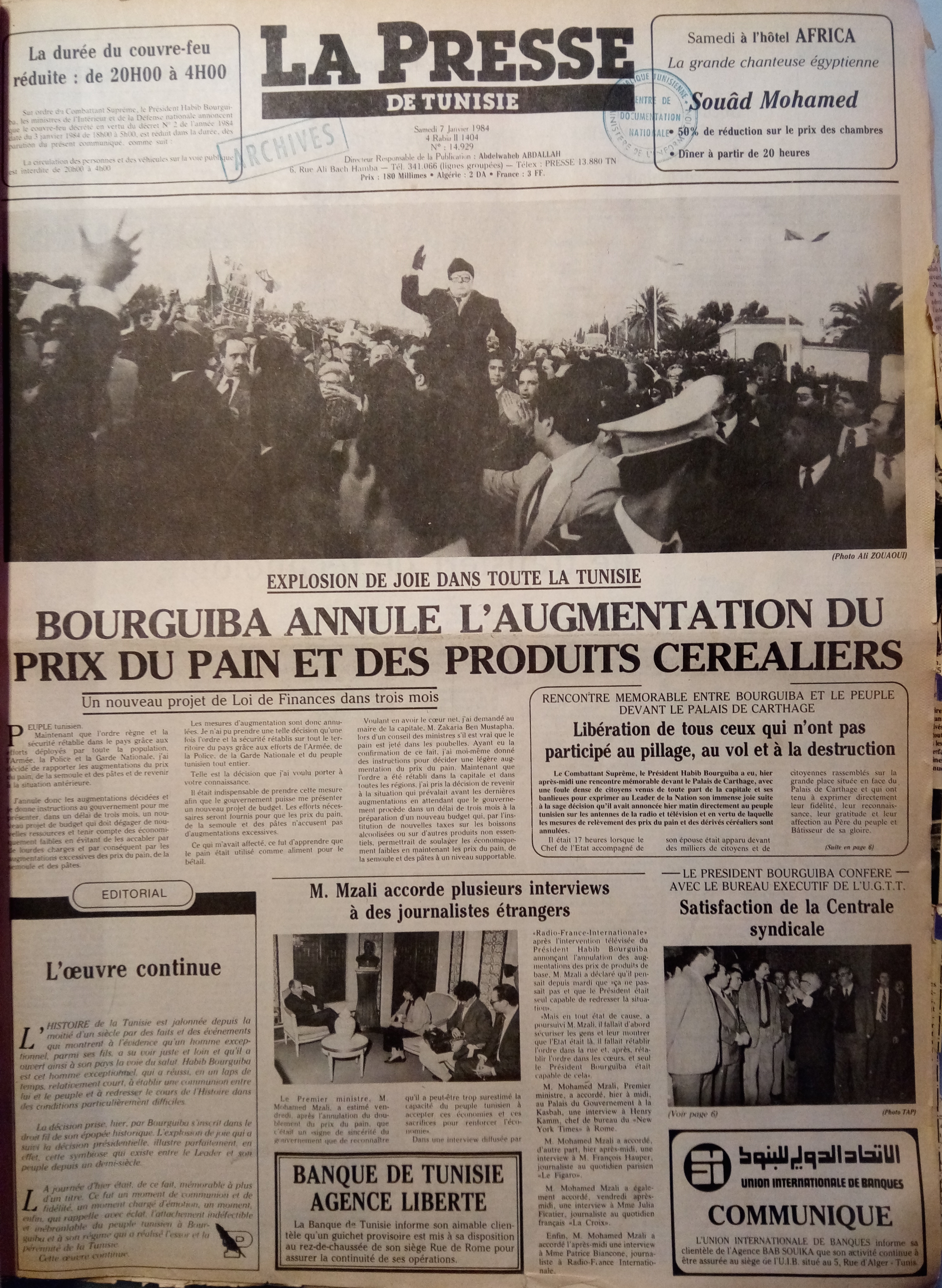
Portada del 7 de enero de 1984 de La Presse de Tunisie: 'Bourguiba anula la subida del precio del pan y los cereales'

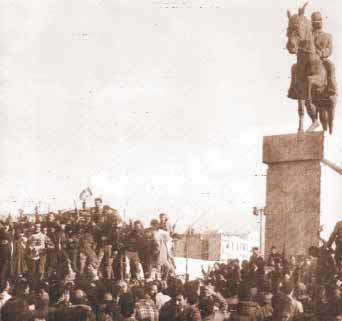
Multitud en la plaza de África (ciudad de Túnez), tras los disturbios del pan

Los disturbios del pan (en árabe, أحداث الخبز Aḥdāṯ al-ḫubz; en francés, émeutes du pain)  fueron una serie de manifestaciones violentas que tuvieron lugar en la capital de Túnez entre diciembre de 1983 y enero de 1984 debido a un aumento repentino de los precios del pan. 
Esta fue una medida que formaba parte del programa de austeridad del presidente Habib Burguiba que por presiones del FMI debía acabar con los subsidios alimentarios. La harina y otros alimentos también se encarecieron en este contexto. Las manifestaciones se extendieron rápidamente y se enzarzaron contra todo lo que se viera como un símbolo del lujo. Se saquearon e incendiaron coches y tiendas. El presidente Burguiba declaró el estado de emergencia, y los disturbios fueron sofocados por la fuerza. Más de un centenar de personas murieron y el gobierno cayó en una crisis crónica hasta tres años más tarde, cuando el general Zine El Abidine Ben Ali tomó el poder en un golpe de Estado.

## Antecedentes
La economía europea en 1983 había estado estancada durante algunos años. Esto había afectado a Túnez ya que su economía dependía de las exportaciones a Europa y de los turistas de Europa. El gobierno estaba luchando para hacer frente a los crecientes gastos cuando una caída en el precio del petróleo a finales de 1983 redujo aún más los ingresos. El presidente Bourguiba accedió a buscar un préstamo del Fondo Monetario Internacional (FMI). El préstamo del FMI estaba condicionado a recortes del gasto público, eliminación de controles de cambio, eliminación de aranceles protectores y devaluación de la moneda.
El gobierno decidió acabar con los subsidios al trigo y la sémola, los principales ingredientes del pan. En ese momento, los subsidios alimentarios representaban el 3,1% del producto interno bruto y el 10% del presupuesto estatal. Los subsidios favorecieron tanto a los ricos como a los pobres. La decisión fue anunciada el 29 de diciembre de 1983 y provocó un aumento inmediato del precio del pan y la harina. Los precios subieron más del 100%. El aumento, el primero en quince años, afectó directamente a los pobres. Algunas familias tunecinas gastaron el 80% de su presupuesto alimentario en pan y sémola.
Los subsidios fueron retirados en un momento de creciente tensión política. Los partidos de izquierda se estaban volviendo más populares, al igual que los movimientos islamistas, mientras que los miembros de la élite política se disputaban puestos en previsión de la muerte o renuncia del anciano presidente. La región sur había estado sufriendo una sequía, lo que provocó una mala cosecha. Muchos de los hombres de esta región tradicionalmente se fueron a trabajar a las ciudades costeras de Túnez o como trabajadores migrantes en Libia, y tenían dificultades para encontrar trabajo. Recientemente se había expresado una abierta oposición política al gobierno en el sur, que el gobierno culpó a «agitadores de inspiración extranjera», señalando con el dedo a los libios y libaneses.

## Hechos

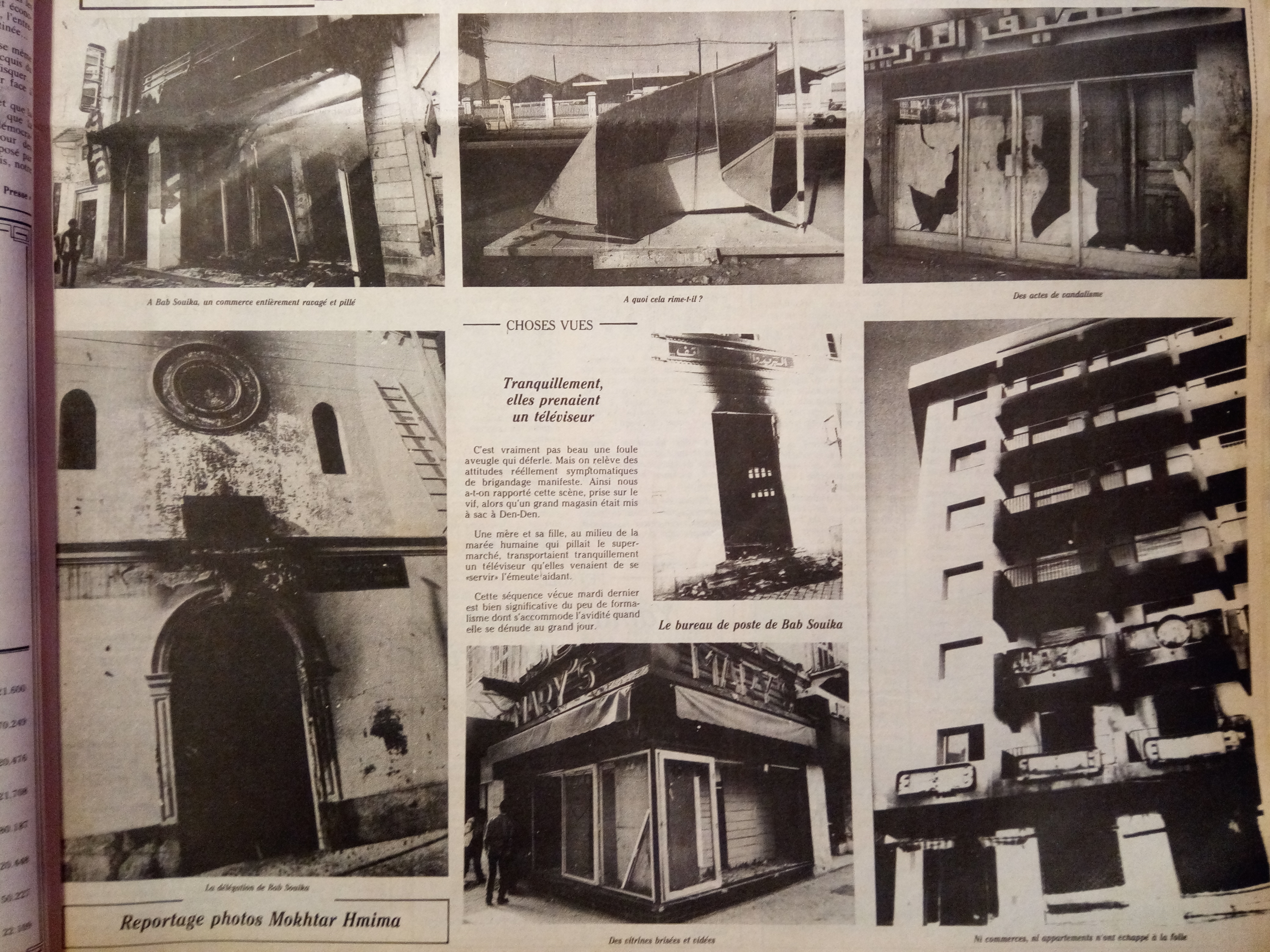
Los daños causados durante los disturbios del pan, publicados en La Presse el 6 de enero de 1984

Los primeros disturbios se produjeron el jueves 29 de diciembre de 1983 en la región semidesértica de Nefzaoua, en el sur. Los disturbios comenzaron en los oasis marginados y azotados por la pobreza de esta región. Aunque el aumento de precios fue el detonante, las causas subyacentes fueron las crecientes dificultades sociales y económicas. Se especuló que los disturbios fueron en parte alimentados por agravios entre grupos islamistas. La mayoría de los manifestantes eran jóvenes y pobres, incluidos agricultores, trabajadores temporales y desempleados. Las mujeres apoyaron a los alborotadores y, en algunos casos, participaron. Así, en la pequeña ciudad sureña de Al-Mabrouka, un grupo de trabajadoras de una fábrica textil entró en la ciudad gritando consignas contra el aumento de precios. A ellos se unieron hombres, estudiantes e incluso niños, y la turba asaltó la comisaría, la sede del partido, el ayuntamiento y la sede de la Guardia Nacional. Las fuerzas de seguridad dispararon contra los manifestantes y mataron a varias personas. Los disturbios se extendieron al centro industrial de Kasserine el domingo ya Gafsa y Gabès el lunes. El martes 3 de enero de 1984 se declaró el estado de emergencia después de que los disturbios se extendieran a Túnez y Sfax.
Los alborotadores fueron apoyados por estudiantes, que se declararon en huelga en solidaridad. Los manifestantes recorrieron las calles gritando consignas antigubernamentales y atacando símbolos de poder, alentados por los mirones en las ventanas y azoteas. Los alborotadores saquearon y quemaron tiendas, destruyeron carteles de calles, atacaron automóviles y autobuses y atacaron edificios públicos. Los observadores locales de los disturbios dijeron que los manifestantes mostraban "rabia" u "odio" contra los ricos y las autoridades. Atacaron tiendas que vendían artículos de lujo, arrasaron barrios ricos y prendieron fuego a autos de lujo. Había una sensación de que la élite era rica solo por sus conexiones políticas. Tomaron la riqueza del país y la gastaron en bienes importados, contribuyendo poco o nada al país. Los lemas islamistas incluían «No hay más que un Dios y Bourghiba es el enemigo de Dios».
Se impuso un toque de queda del anochecer al amanecer, se cerraron todas las escuelas y se prohibieron las reuniones públicas de más de tres personas. Se suspendió el servicio de autobuses y se cerraron tiendas y cafés. Soldados y policías antidisturbios se desplegaron en las calles y en los cruces de caminos. Los alborotadores arrojaron piedras a los policías, quienes respondieron con gases lacrimógenos. En Túnez, «se levantaron barricadas por todas partes. Una y otra vez, las tropas abrieron fuego contra la multitud con armas automáticas. Los tanques y los vehículos blindados de transporte de personal retumbaban por las calles, a menudo disparando contra cualquier cosa que se moviera. Muchos manifestantes murieron y muchos más heridos, incluidos mujeres y niños». El ejército incluso usó helicópteros contra los manifestantes. El orden fue restaurado el 5 de enero de 1984, aunque de cruenta forma. Las fuentes oficiales estimaban unos 89 muertos y 938 heridos, de las cuales 348 pertenecían a las fuerzas de seguridad. La Liga Tunecina de los Derechos Humanos estimó que murieron 110 personas. Otras fuentes sitúan el número de muertos en «más de 150».

## Consecuencias
El presidente Bourguiba anunció el 6 de enero de 1984 que se había cancelado el aumento del precio del pan y la harina. Dio la impresión de que el primer ministro Mohammed Mzali no había sido autorizado a subir los precios. El manejo de la subida de precios perjudicó la posición de Mzali, quien había sido visto como el probable sucesor de Bourguiba. El primer ministro asumió temporalmente el cargo de Ministro del Interior. En un intento por recuperar su popularidad, Mzali recorrió las provincias después de los disturbios, prometiendo proyectos para crear nuevos puestos de trabajo. Mzali dijo que «la primera lección que se extrajo de los acontecimientos de enero fue que es necesario reorganizar las fuerzas del orden para que puedan responder adecuadamente a todas las situaciones».
Las relaciones con Libia se agriaron después de los disturbios, y el gobierno tunecino insinuó que Libia había estado involucrada en provocar el problema. Libia negó cualquier participación. A medida que el precio del petróleo siguió cayendo, miles de trabajadores de Libia y otros estados petroleros regresaron a Túnez, lo que debilitó aún más la economía. Bourguiba destituyó al Ministro del Interior, Driss Guiga, quien asumió la responsabilidad por la forma en que se habían manejado los disturbios. Guida fue posteriormente acusada de corrupción y traición. Bourguiba también destituyó a los ministros que habían apoyado el préstamo del FMI.
El gobierno estaba convencido de que el Movimiento de Tendencia Islámica (Mouvement de la Tendence Islamique, MTI) había estado detrás de los disturbios y arrestó a muchos de sus simpatizantes. Los líderes del MTI habían alentado a sus seguidores a unirse a los disturbios, pero el gobierno no presentó pruebas de que los hubieran organizado. La persecución del MTI mejoró su reputación como una organización comprometida con la ayuda del pueblo. Como parte de la represión de la oposición, el general Zine El Abidine Ben Ali fue reelegido director general de seguridad nacional. Poco después, Ben Ali fue nombrado ministro del Interior. Los disturbios de 1984 prepararon el escenario para el golpe constitucional organizado por Ben Ali en 1987. El propio Ben Ali se exilió en 2011.